# Iguerande
Iguerande és un municipi francès, situat al departament de Saona i Loira i a la regió de Borgonya - Franc Comtat. L'any 2007 tenia 1.015 habitants.

## Demografia

### Població
El 2007 la població de fet d'Iguerande era de 1.015 persones. Hi havia 415 famílies, de les quals 123 eren unipersonals (70 homes vivint sols i 53 dones vivint soles), 119 parelles sense fills, 148 parelles amb fills i 25 famílies monoparentals amb fills.
La població ha evolucionat segons el següent gràfic:
Habitants censats

### Habitatges
El 2007 hi havia 552 habitatges, 424 eren l'habitatge principal de la família, 82 eren segones residències i 45 estaven desocupats. 493 eren cases i 53 eren apartaments. Dels 424 habitatges principals, 317 estaven ocupats pels seus propietaris, 90 estaven llogats i ocupats pels llogaters i 17 estaven cedits a títol gratuït; 4 tenien una cambra, 31 en tenien dues, 31 en tenien tres, 98 en tenien quatre i 261 en tenien cinc o més. 313 habitatges disposaven pel capbaix d'una plaça de pàrquing. A 188 habitatges hi havia un automòbil i a 202 n'hi havia dos o més.

### Piràmide de població
La piràmide de població per edats i sexe el 2009 era:
| Homes | Edats   | Dones |
| ----- | ------- | ----- |
| 0     | 95 o +  | 0     |
| 4     | 90 a 94 | 0     |
| 0     | 85 a 89 | 20    |
| 4     | 80 a 84 | 4     |
| 20    | 75 a 79 | 28    |
| 12    | 70 a 74 | 32    |
| 40    | 65 a 69 | 32    |
| 4     | 60 a 64 | 24    |
| 16    | 55 a 59 | 16    |
| 44    | 50 a 54 | 28    |
| 36    | 45 a 49 | 28    |
| 36    | 40 a 44 | 36    |
| 52    | 35 a 39 | 28    |
| 28    | 30 a 34 | 36    |
| 24    | 25 a 29 | 16    |
| 20    | 20 a 24 | 12    |
| 32    | 15 a 19 | 32    |
| 36    | 10 a 14 | 32    |
| 20    | 5 a 9   | 44    |
| 8     | 0 a 4   | 20    |

## Economia
El 2007 la població en edat de treballar era de 650 persones, 460 eren actives i 190 eren inactives. De les 460 persones actives 412 estaven ocupades (232 homes i 180 dones) i 48 estaven aturades (22 homes i 26 dones). De les 190 persones inactives 70 estaven jubilades, 53 estaven estudiant i 67 estaven classificades com a «altres inactius».

### Ingressos
El 2009 a Iguerande hi havia 413 unitats fiscals que integraven 1.013,5 persones, la mediana anual d'ingressos fiscals per persona era de 17.294 €.

### Activitats econòmiques
Dels 62 establiments que hi havia el 2007, 4 eren d'empreses extractives, 3 d'empreses alimentàries, 4 d'empreses de fabricació d'altres productes industrials, 13 d'empreses de construcció, 15 d'empreses de comerç i reparació d'automòbils, 5 d'empreses de transport, 4 d'empreses d'hostatgeria i restauració, 1 d'una empresa financera, 4 d'empreses immobiliàries, 5 d'empreses de serveis, 3 d'entitats de l'administració pública i 1 d'una empresa classificada com a «altres activitats de serveis».
Dels 17 establiments de servei als particulars que hi havia el 2009, 1 era una oficina de correu, 1 taller de reparació d'automòbils i de material agrícola, 1 paleta, 4 guixaires pintors, 1 fusteria, 1 lampisteria, 4 electricistes, 1 empresa de construcció, 1 perruqueria, 1 restaurant i 1 agència immobiliària.
Dels 6 establiments comercials que hi havia el 2009, 2 eren botiges de menys de 120 m², 1 una botiga de menys de 120 m², 1 una fleca, 1 una botiga de roba i 1 una joieria.
L'any 2000 a Iguerande hi havia 25 explotacions agrícoles que ocupaven un total de 1.728 hectàrees.

## Equipaments sanitaris i escolars
L'únic equipament sanitari que hi havia el 2009 era una farmàcia.
El 2009 hi havia 1 escola maternal i 1 escola elemental.

## Poblacions més properes
El següent diagrama mostra les poblacions més properes.